# Jazmon Gwathmey
Jazmon Gwathmey (ur. 24 stycznia 1993 w Bealeton) – portorykańska koszykarka występująca na pozycji rzucającej, reprezentantka kraju, posiadająca także amerykańskie obywatelstwo, obecnie zawodniczka Sesto SG.
21 stycznia 2020 została zawodniczką włoskiego Fila San Martino Di Lupari.
25 lutego 2020 zawarła umowę z Connecticut Sun.

## Osiągnięcia
Stan na 7 sierpnia 2020, na podstawie, o ile nie zaznaczono inaczej.

### NCAA
- Uczestniczka rozgrywek:
  - II rundy turnieju NCAA (2014)
  - turnieju NCAA (2014–2016)
- Mistrzyni:
  - turnieju konferencji Colonial Athletic Association (CAA – 2014–2016)
  - sezonu regularnego CAA (2014–2016)
- Zawodniczka roku CAA (2016)
- MVP turnieju CAA (2014–2016)
- Zaliczona do:
  - I składu:
    - CAA (2016)
    - defensywnego CAA (2014, 2016)
    - debiutantek CAA (2013)

  - III składu CAA (2015)

### Drużynowe
- Mistrzyni Portoryko (2019)

### Reprezentacja
- Mistrzyni Ameryki środkowej (2018)
- Brąz Igrzysk Ameryki Środkowej i Karaibów (2018)
- Brąz Igrzysk Panamerykańskich (2019)[5]
- Uczestniczka mistrzostw:
  - świata (2018 – 16. miejsce)
  - Ameryki (2019 – 4. miejsce)[6]